# Mjölby
Mjölby è una città della Svezia, capoluogo del comune omonimo, nella contea di Östergötland. Ha una popolazione di 11.927 abitanti.